# Hama Amadou
Hama Amadou (Youri, 3 marzo 1950 – Niamey, 23 ottobre 2024) è stato un politico nigerino.

## Biografia
Fu primo ministro del Niger dal febbraio 1995 al gennaio 1996 e nuovamente dal gennaio 2000 al giugno 2007.
Dal 2011 al 2014 ricoprì il ruolo di Presidente dell'Assemblea nazionale.